# آسین
آسین (انگلیسی: Asin؛ زادهٔ ۲۶ اکتبر ۱۹۸۵) یک هنرپیشه اهل هند است. او در سال ۲۰۱۶ با راحول شرما ازدواج کرد.
از فیلم‌ها یا برنامه‌های تلویزیونی که وی در آن نقش داشته‌است می‌توان به گجینی اشاره کرد.

## فیلم‌شناسی
فهرست برخی از فیلم‌هایی که آسین در آنها به ایفای نقش پرداخته‌است:
- سیواکاسی
- گجینی-۲۰۰۸
- آماده
- بازیکن ۷۸۶
- خانه شلوغ ۲
- رؤیاهای لندن
- بول باچان
- همه چی روبه راهه
- گجینی-۲۰۰۵
- ده زندگی
- دغل
- تاریخ
- نیزه
- چرخ